# Richard Benkin
 (septembre 2017).
Richard Benkin est un militant américain des droits de l'homme, fondateur de l'Association Interfaith Strength, écrivain et journaliste.

## Biographie
Il a participé aux efforts pour libérer le journaliste bangladais, Salah Uddin Shoaib Choudhury, emprisonné après avoir écrit des articles sur la montée des radicaux islamiques,.
Il a écrit A Quiet Case of Ethnic Cleansing, un livre sur la situation des droits de l'homme au Bangladesh.

## Publications
- The Social and Cultural Development of Jewish Communities in Eastern Europe, Doctoral Dissertation, University of Michigan Press, 1976
- The Battle Beneath Jerusalem, Dhaka Press, 2009
- 'Sociology: A Way of Seeing, Wadsworth Pub Co (juillet 1981)  (ISBN 978-0-534-00929-8)